# Gare de Poix-Saint-Hubert
Ne doit pas être confondu avec Gare de Saint-Hubert, Gare de Poix-Terron ou Gare de Poix-de-Picardie.
 (juillet 2023).
La gare de Poix-Saint-Hubert est une gare ferroviaire belge de la ligne 162 de Namur à Sterpenich (frontière luxembourgeoise). Elle est située au hameau de Poix-Saint-Hubert, à environ 6 kilomètres à l’ouest de la ville de Saint-Hubert, dans la province de Luxembourg en région wallonne.
Elle est mise en service en 1858 par la Grande compagnie du Luxembourg.
C'est une halte voyageurs de la Société nationale des chemins de fer belges (SNCB) desservie par des trains Omnibus (L) et Heure de pointe (P).

## Situation ferroviaire
Établie à 322 mètres d'altitude, la gare de Poix-Saint-Hubert est située au point kilométrique (PK) 76,20 de la ligne 162, de Namur à Sterpenich (frontière du Luxembourg), entre les gares ouvertes de Grupont et de Libramont.

## Histoire
La ligne de Namur à la frontière du Luxembourg est mise en service par sections en 1858 par la Grande compagnie du Luxembourg qui inaugure la section de Grupont à Arlon, comprenant la station de Poix-Saint-Hubert, le 27 octobre 1858.
La construction par l'État d’une nouvelle route de Saint-Hubert à Libin par la station de Poix est décidée dès juillet 1858. La section de Saint-Hubert à Poix (5,7 km) est réalisée en 1859, pour un coût total de 144.998 fr. En ce qui concerne le tronçon de Poix à Libin (5,5 km), les travaux sont entrepris en 1859 et se poursuivent en 1860, pour un montant de 46.615 fr.
En 1863, la « station de Poix » est la neuvième de la ligne, une nouvelle route mène à Saint-Hubert, petite ville de 2 407 habitants située à 8 kilomètres (distance donnée par le guide).
Vers 1881, des travaux d'agrandissement sont entamés visant à construire un nouveau bâtiment pour l'accueil des voyageurs tandis que l'ancien bâtiment est un temps conservé comme logement pour le chef de station. Un abri pour la lampisterie et le magasin d'approvisionnement est construit en 1882.
La Grande Compagnie du Luxembourg, dont la gestion est de plus en plus critiquée, est finalement nationalisée en 1873 après avoir failli être rachetée par une compagnie française, les Chemins de fer de l'Est. Les Chemins de fer de l'État belge — future SNCB en 1926 — agrandissent les installations et font réaliser plusieurs autres lignes ferroviaires dans la région.

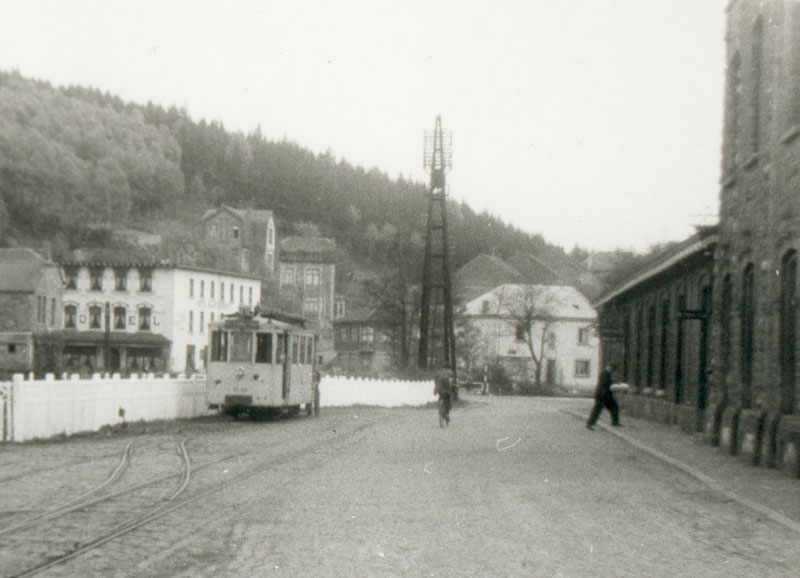
Tramway devant la gare en 1951.

En 1886, la Société nationale des chemins de fer vicinaux (SNCV) crée les Tramways vicinaux de Poix, un réseau de quatre lignes à voie métrique, permettant des correspondances en gare de Poix. Les lignes 509 et 510B, disposant d'un arrêt face à la gare, ferment entre 1954 et 1962.
La cour à marchandises, où était s'effectuait autrefois le transbordement des tramways et camions, est finalement désaffectée en 1989. Le site a été utilisé par des engins de chantier lors de la réfection de la ligne 162 dans les années 2020.
En 2008, la gare a le statut de point d'arrêt non gardé (PANG), sa fréquentation moyenne est de 83 montées du lundi au dimanche, dont 31 pendant le week-end. Elle dispose d'installations sommaires en mauvais état : les quais sont glissants, avec des dalles cassées ou couvertes de mousses ; les abris de quai sont l'un en bois (récent, quai 1) et l'autre en blocs de béton (plus ancien, quai 2).

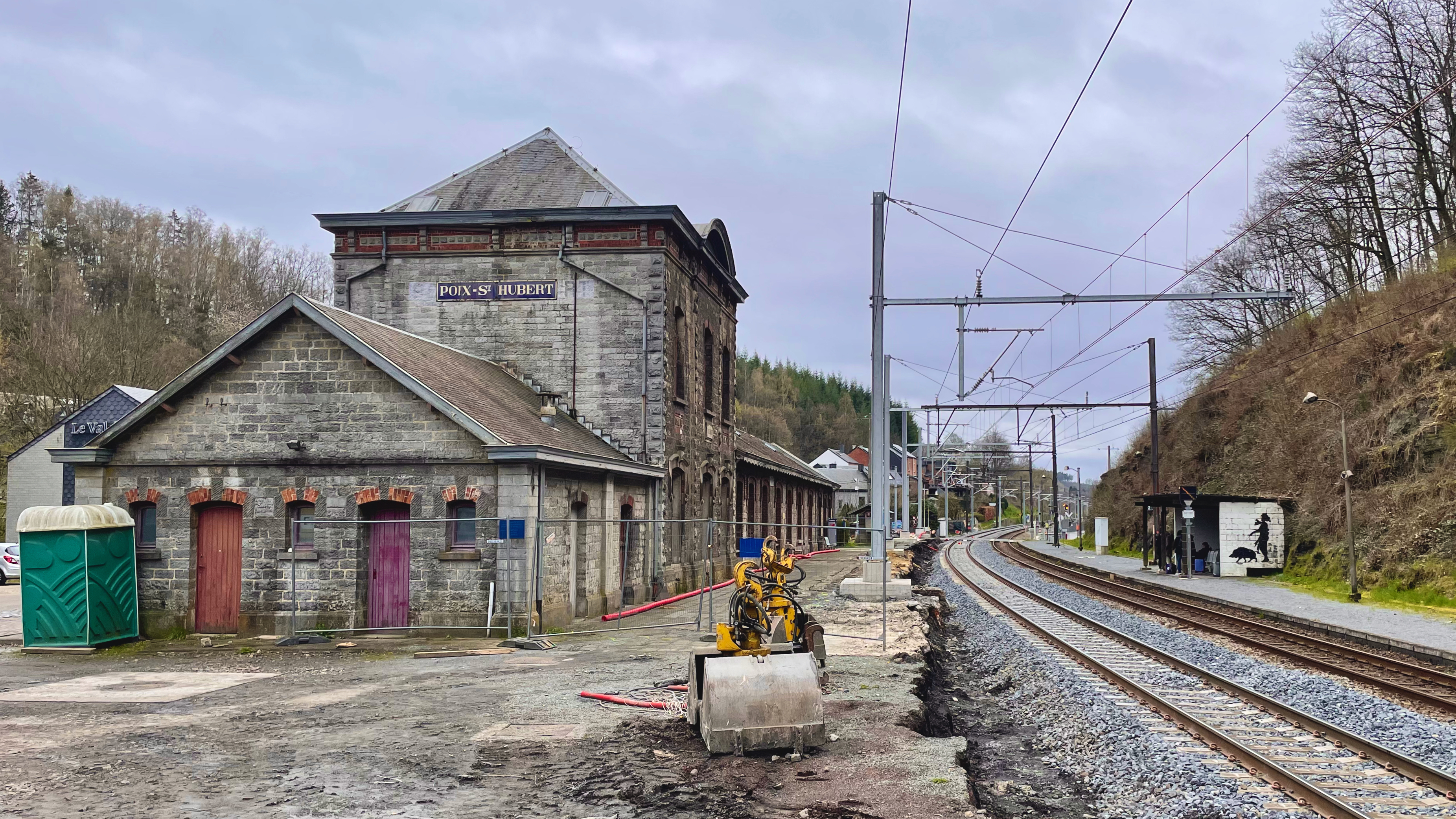
Voies et quais en 2023. Au premier plan, l'aile du bâtiment contenant les anciennes toilettes.

## Service des voyageurs

### Accueil
Halte SNCB, c'est un point d'arrêt non gardé (PANG) à accès libre. Elle est équipée d'un automate pour l'achat de titres de transport.
Le passage en sécurité d'un quai à l'autre se fait en empruntant le passage à niveau de la N808.

### Desserte
Poix-Saint-Hubert est desservie par des trains omnibus (L) et d'heure de pointe (P) de la SNCB, qui effectuent des missions sur la ligne 162.
La gare est desservie toutes les deux heures par un train L entre Marloie et Libramont.
En semaine, cette desserte est renforcée le matin par un train P de Libramont à Ciney, un de Rochefort-Jemelle à Libramont et un de Namur à Luxembourg via Marbehan et Arlon, et l'après-midi par un train P de Rochefort-Jemelle à Libramont et un autre de Libramont à Ciney.

### Intermodalité
Un parking pour les véhicules y est aménagé.
La gare est desservie par les lignes TEC 5 (Poix - Saint-Hubert), 5/5 (Saint-Hubert - Maissin - Framont) et 806 (Poix - Paliseul).

## Comptage voyageurs
Le graphique et le tableau montrent le nombre de passagers qui en moyenne embarquent durant la semaine, le samedi et le dimanche.
| Nombre de voyageurs qui embarquent à la gare de Poix-Saint-Hubert | Nombre de voyageurs qui embarquent à la gare de Poix-Saint-Hubert | Nombre de voyageurs qui embarquent à la gare de Poix-Saint-Hubert | Nombre de voyageurs qui embarquent à la gare de Poix-Saint-Hubert |
|                                                                   | Semaine                                                           | Samedi                                                            | Dimanche                                                          |
| ----------------------------------------------------------------- | ----------------------------------------------------------------- | ----------------------------------------------------------------- | ----------------------------------------------------------------- |
| 1977                                                              | 214                                                               | 87                                                                | 115                                                               |
| 1978                                                              | 199                                                               | 64                                                                | 111                                                               |
| 1979                                                              | 173                                                               | 87                                                                | 93                                                                |
| 1980                                                              | 168                                                               | 54                                                                | 126                                                               |
| 1981                                                              | 228                                                               | 186                                                               | 204                                                               |
| 1982                                                              | 151                                                               | 84                                                                | 152                                                               |
| 1983                                                              | 132                                                               | 63                                                                | 218                                                               |
| 1984                                                              | 137                                                               | 41                                                                | 108                                                               |
| 1985                                                              | 112                                                               | 46                                                                | 64                                                                |
| 1986                                                              | 75                                                                | 44                                                                | 96                                                                |
| 1987                                                              | 127                                                               | 35                                                                | 65                                                                |
| 1988                                                              | 108                                                               | 25                                                                | 118                                                               |
| 1989                                                              | 107                                                               | 48                                                                | 28                                                                |
| 1990                                                              | 87                                                                | 46                                                                | 77                                                                |
| 1991                                                              | 92                                                                | 27                                                                | 41                                                                |
| 1992                                                              | 75                                                                | 38                                                                | 42                                                                |
| 1993                                                              | 72                                                                | 15                                                                | 21                                                                |
| 1994                                                              | 79                                                                | 14                                                                | 39                                                                |
| 1995                                                              | 54                                                                | 10                                                                | 17                                                                |
| 1996                                                              | 77                                                                | 23                                                                | 75                                                                |
| 1997                                                              | 58                                                                | 16                                                                | 38                                                                |
| 1998                                                              | 46                                                                | 10                                                                | 30                                                                |
| 1999                                                              | 44                                                                | 16                                                                | 18                                                                |
| 2000                                                              | 50                                                                | 4                                                                 | 16                                                                |
| 2001                                                              | 45                                                                | 6                                                                 | 19                                                                |
| 2002                                                              | 43                                                                | 6                                                                 | 8                                                                 |
| 2003                                                              | 46                                                                | 20                                                                | 14                                                                |
| 2004                                                              | 61                                                                | 15                                                                | 20                                                                |
| 2005                                                              | 58                                                                | 16                                                                | 19                                                                |
| 2006                                                              | 56                                                                | 14                                                                | 12                                                                |
| 2007                                                              | 52                                                                | 11                                                                | 20                                                                |
| 2008                                                              | -                                                                 | -                                                                 | -                                                                 |
| 2009                                                              | 49                                                                | 13                                                                | 14                                                                |
| 2010                                                              | -                                                                 | -                                                                 | -                                                                 |
| 2011                                                              | -                                                                 | -                                                                 | -                                                                 |
| 2012                                                              | 63                                                                | 7                                                                 | 12                                                                |
| 2013                                                              | 73                                                                | 6                                                                 | 15                                                                |
| 2014                                                              | 55                                                                | 42                                                                | 28                                                                |
| 2015                                                              | 36                                                                | 7                                                                 | 15                                                                |
| 2016                                                              | 39                                                                | 16                                                                | 24                                                                |
| 2017                                                              | 25                                                                | 15                                                                | 26                                                                |
| 2018                                                              | 24                                                                | 13                                                                | 18                                                                |
| 2019                                                              | 21                                                                | 30                                                                | 37                                                                |
| 2020                                                              | 28                                                                | 9                                                                 | 24                                                                |
| 2021                                                              | -                                                                 | -                                                                 | -                                                                 |
| 2022                                                              | 58                                                                | 30                                                                | 70                                                                |
| 2023                                                              | 33                                                                | 26                                                                | 25                                                                |
| 2024                                                              | 36                                                                | 26                                                                | 30                                                                |

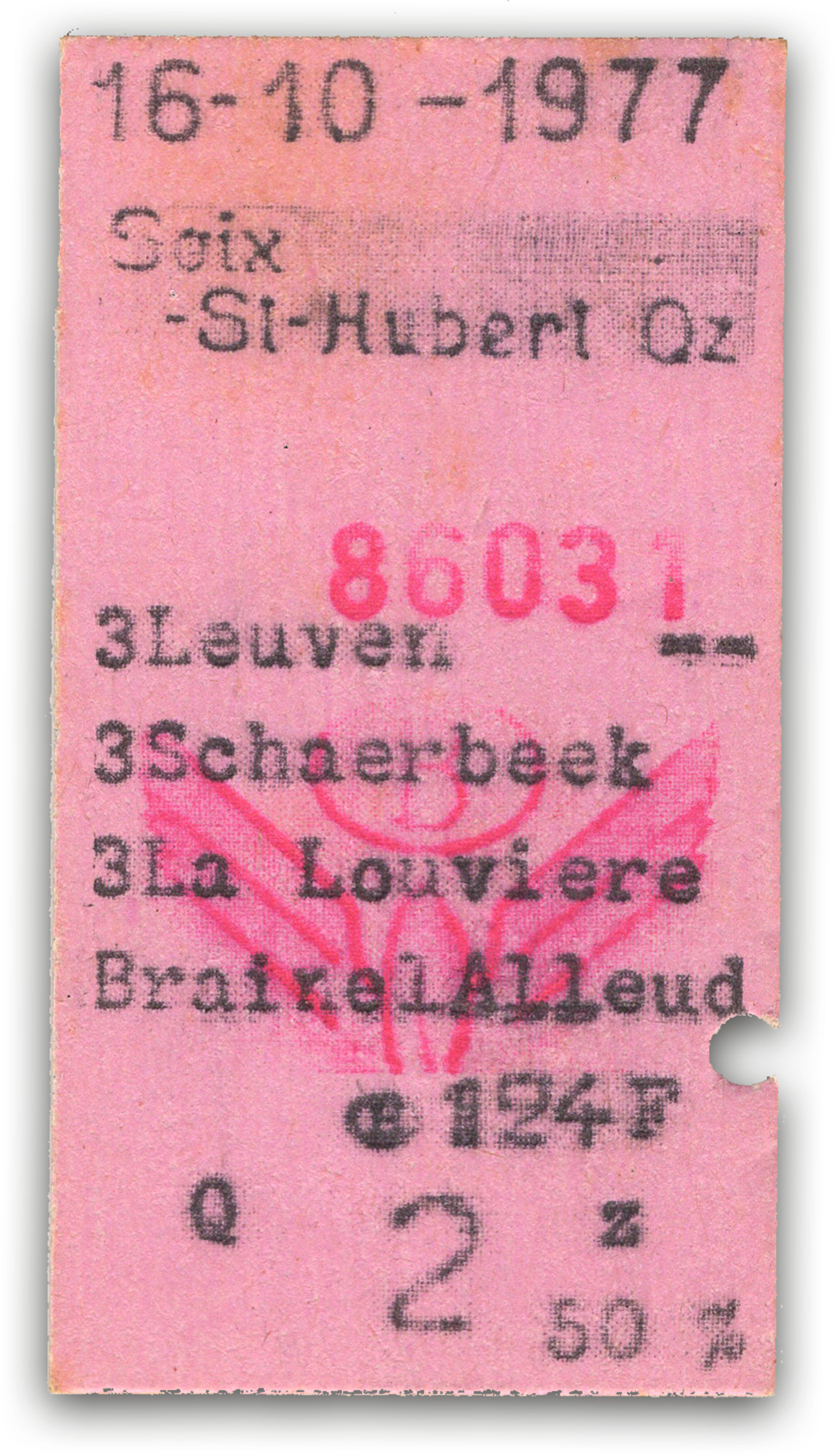
Billet système "Schuster" émis le 16 octobre 1977 par Poix-St-Hubert.
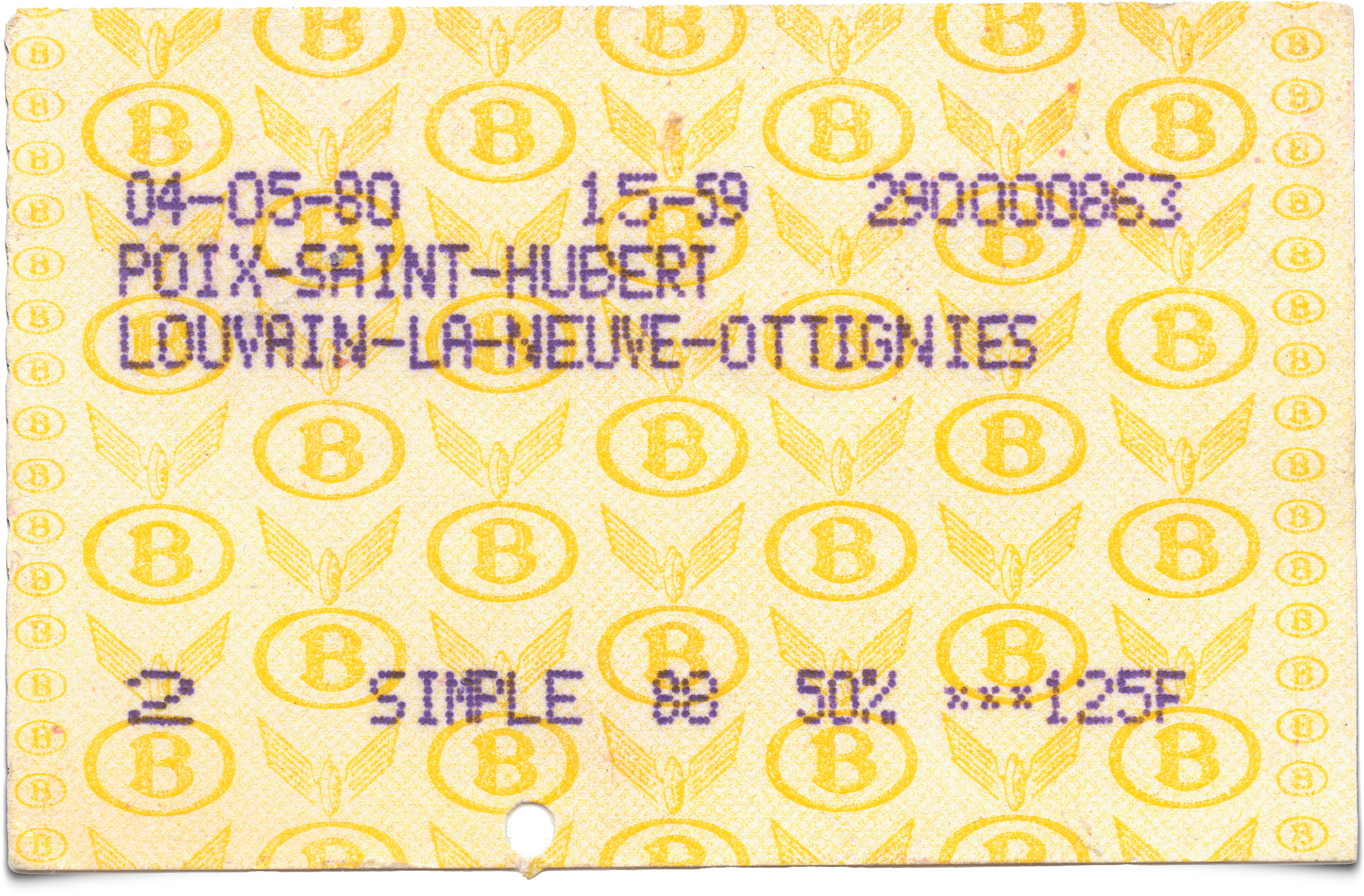
Billet système "Prodata" émis le 4 mai 1980 par Poix-St-Hubert.
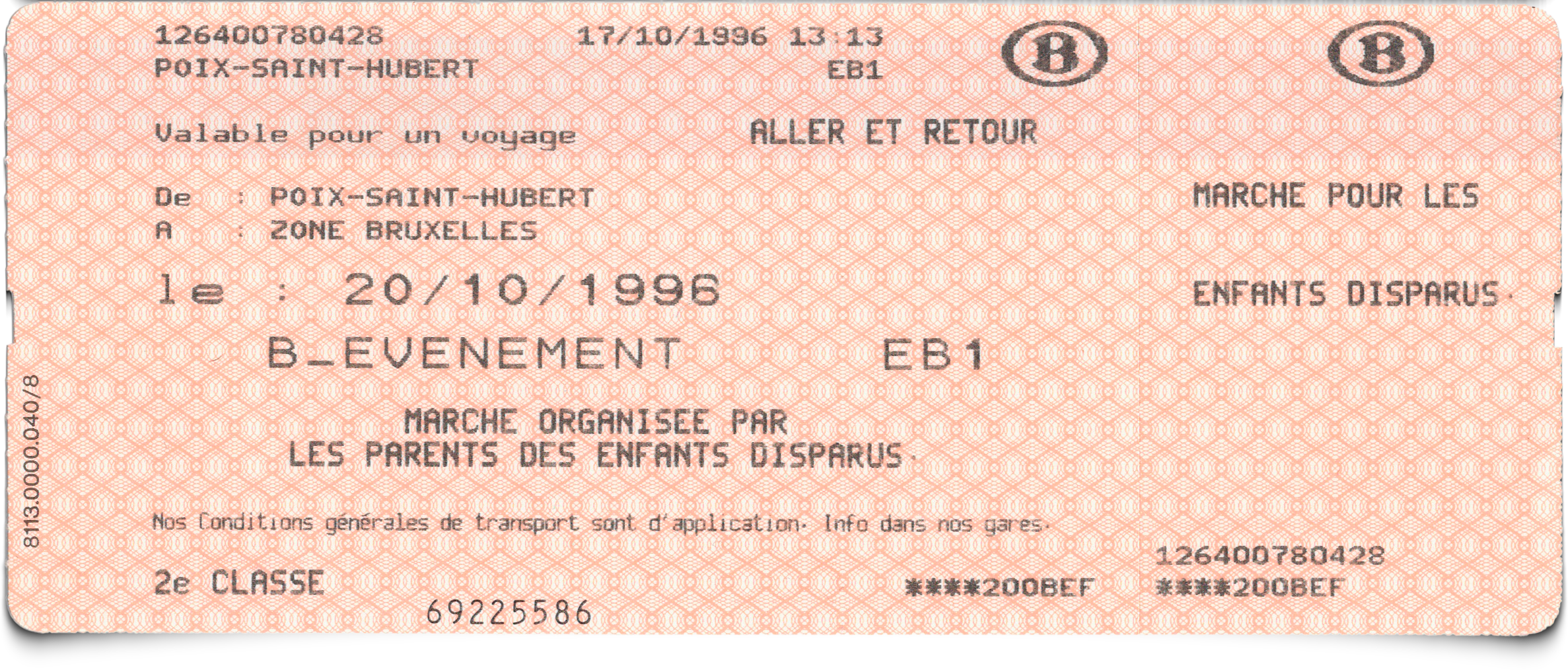
Billet système "Sabin" émis le 17 octobre 1996 par la gare de Poix-Saint-Hubert.

## Patrimoine ferroviaire

Anciens bâtiments de la gare
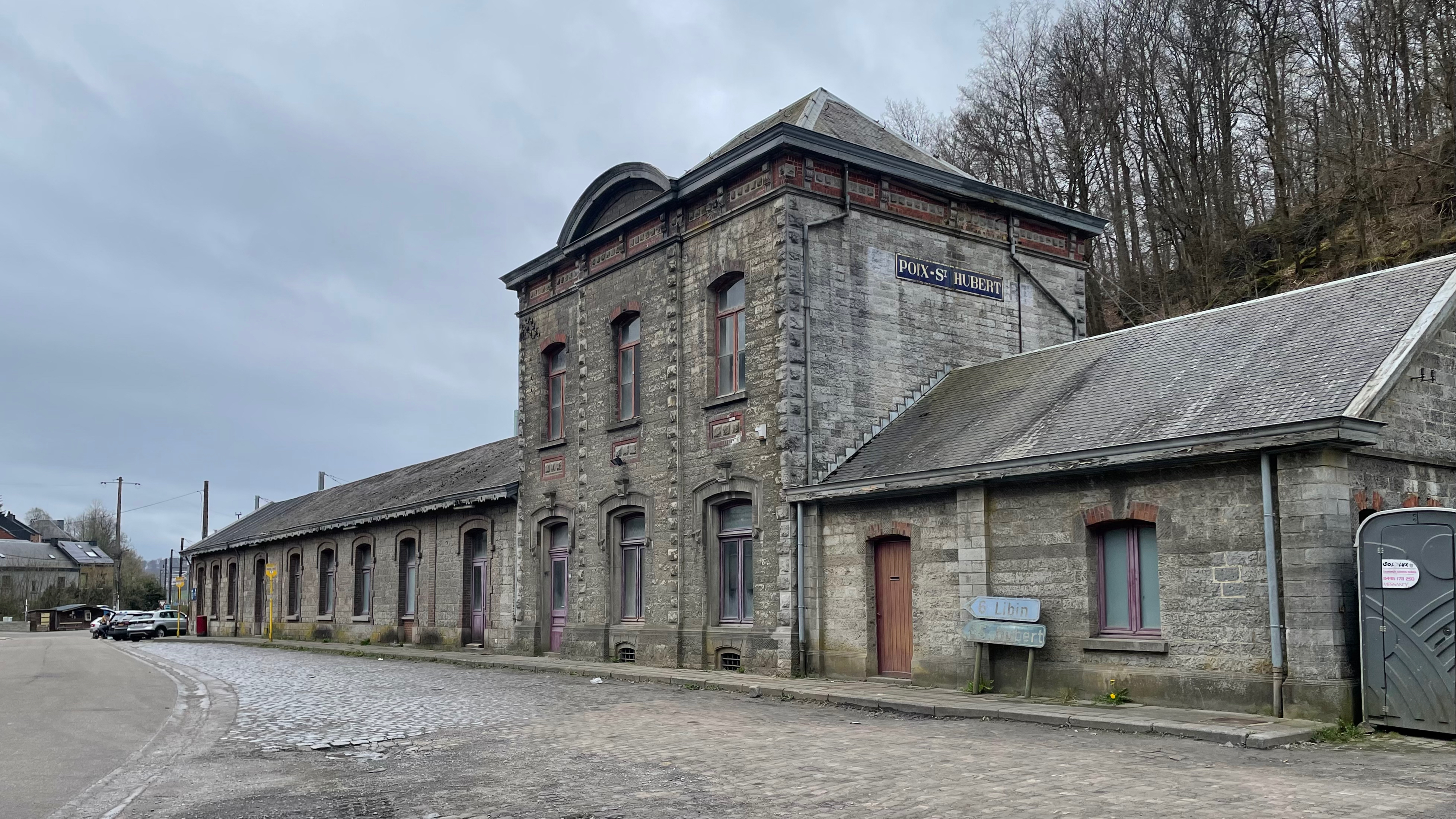
Bâtiment voyageurs (vue de la route de Smuid).
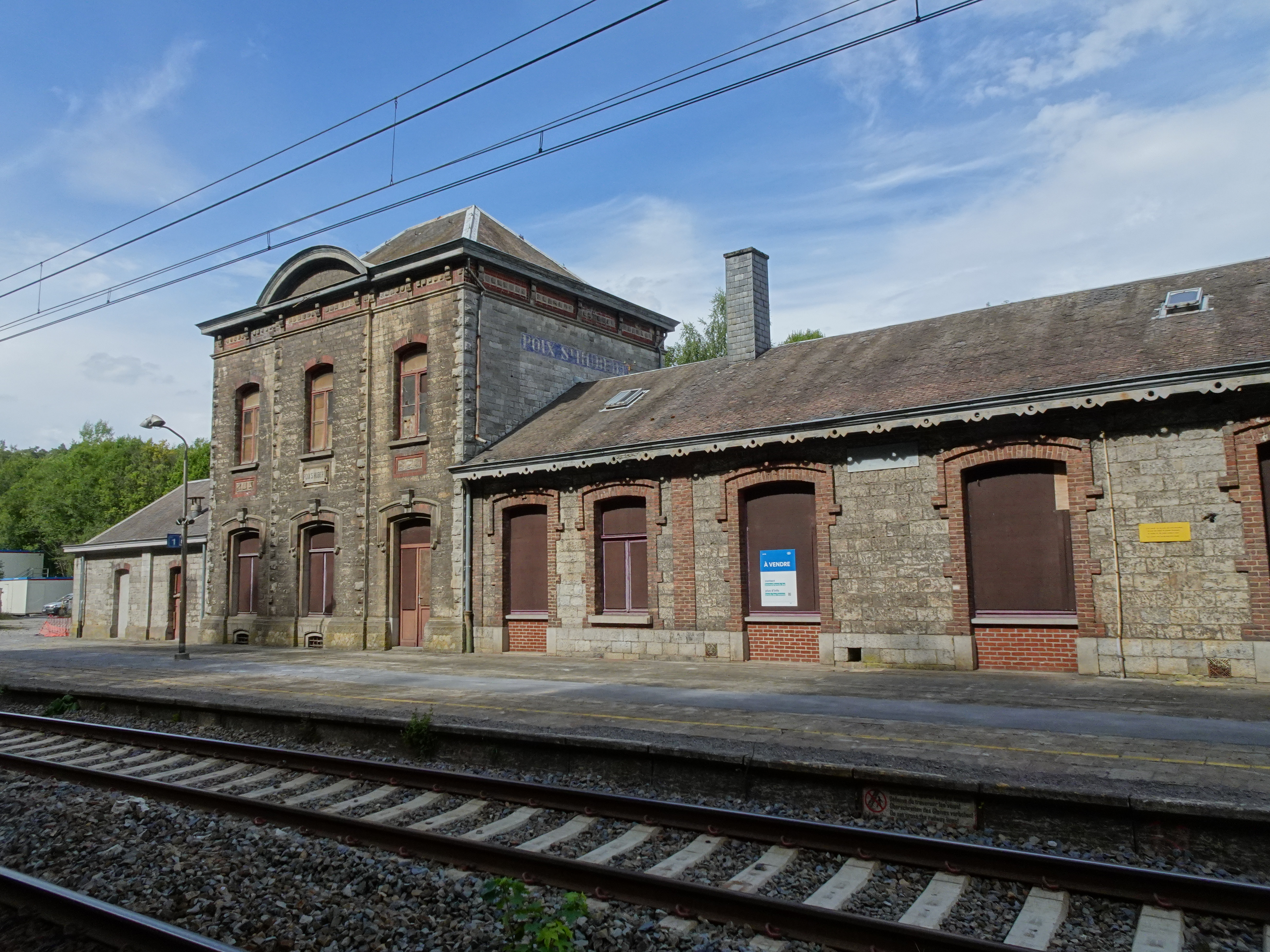
Le corps de logis et le bureau (côté quais).
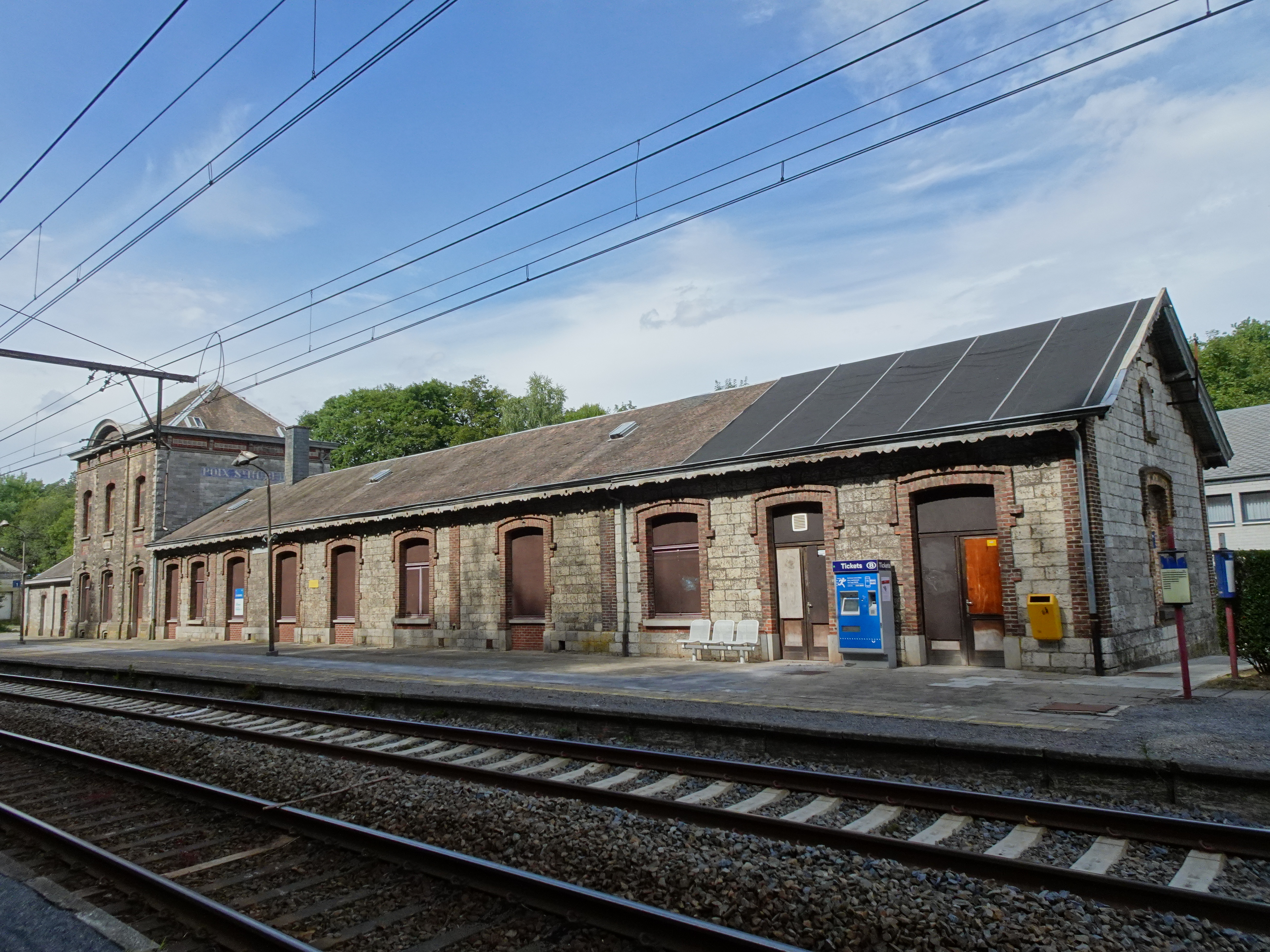
L’aile basse (les trois premières travées sont plus récentes).
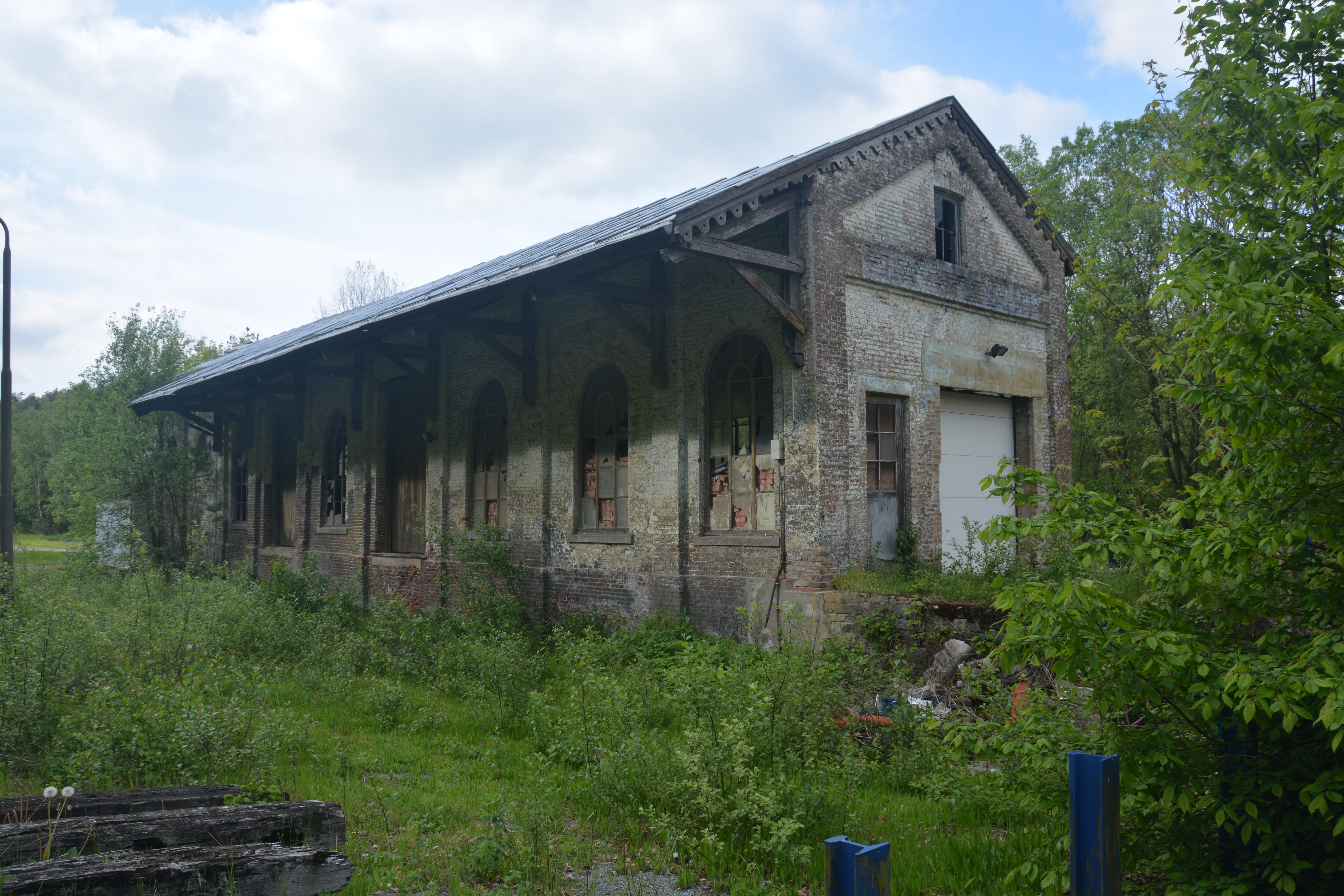
Halle à marchandises (vue depuis le quai).

### Le bâtiment de la gare
Le style et les dimensions de la première gare de 1858 ne sont pas connus. Il est mentionné en 1881 que ce bâtiment fait partie de ceux dont le logement pour le chef de gare est soit inexistant soit inoccupé car il est insuffisant, contraignant le chef de gare à résider à l'écart de la station. Il doit être complété par un nouveau bâtiment pour les voyageurs en 1881 et servira dès lors de logement de fonction pour le chef de gare.
Un nouveau bâtiment plus grand est construit en deux étapes par l’Administration des chemins de fer de l’État belge. La façade est en pierre d’Ardenne et en briques. L'aile des voyageurs en 1890 est suivie par la partie haute et les dépendances en 1896.
Le résultat est un bâtiment qui respecte les directives alors pratiquées pour la construction des gares. Il est semblable à deux autres gares érigées à la même période à Grupont et Longlier-Neufchâteau mais Poix présente une série de différence dues à sa construction différée :
- L’aile basse, longue de dix travées côté voies (initialement sept[17]), diffère complètement tant dans sa disposition, avec un mur-pignon à deux versants, que par sa façade, dépourvue de frise et rythmée par des pilastres ainsi que d’épais entourages de portes et fenêtres avec un larmier en brique ; de nombreux points communs (y compris la corniche à denticules de bois[17]) existent avec la gare d'Hatrival, correspondant à un plan type des années 1880, ainsi que le second bâtiment de la gare de Marbehan.
- Le corps de logis à étage se rapproche du plan standard et présente des murs décorés de briques et de pierre de plusieurs couleurs. Cependant, les fenêtres de chaque étage sont à arcs bombés, contre des arcs en plein cintre aux rez-de-chaussée à Grupont et Neufchâteau.
- En 1925, l'aile basse a été rallongée avec trois travées supplémentaires abritant le buffet. Cette extension respecte la disposition d'origine mais avec des matériaux de construction légèrement différents.
- À une date inconnue, l’aile gauche, abritant les dépendances a été coiffée d’une toiture sous bâtière[17].

Sa disposition, de gauche à droite est la suivante "côté route de Smuid" : un buffet (1 porte et 1 fenêtre), une salle d'attente avec aubette à journaux (1 fenêtre, 1 porte, 1 fenêtre), les guichets et autres locaux de travail (2 fenêtres), l'entrée du personnel (1 porte, transformée en fenêtre), le bureau de poste (1 porte), l'habitation du chef de gare (partie avec étage), les dépendances de l'habitation et les sanitaires des voyageurs (extrémité droite, sans étage)[réf. souhaitée]. Ce bâtiment d'une superficie de 450 m2, l'ancienne halle à marchandises en briques de 165 m2 et le terrain avoisinant comprenant l'ancienne cour aux marchandises ont été mis en vente par la SNCB en 2021. Un premier projet de réhabilitation avait été lancé en 2016 en vue de créer un espace de coworking et une salle de spectacle dans le bâtiment désaffecté mais n'a pas été concrétisé.

### Halle à marchandises
Une halle à marchandises en briques se trouve sur sa gauche. 